# Cefalometrie
Cefalometrie (ook wel craniometrie) is het vakgebied dat zich bezighoudt met metingen van de onderlinge verhoudingen tussen verschillende anatomische structuren van de schedel. De term is afkomstig van de oud-Griekse woorden kephalè (hoofd) en metreo (ik meet). Orthodontisten gebruiken een cefalometrische analyse bij het opstellen van een plan voor een beugelbehandeling. De analyse geeft de orthodontist inzicht in de ernst van de gebitsafwijking en de orthodontische behandelingsmogelijkheden. Met een cefalometrische analyse kan de prognose van een beugelbehandeling beter worden vastgesteld.
De Nederlander J.A.W. van Loon was in 1914 de eerste orthodontist die een methode bedacht om de positie van het gebit in de schedel te bestuderen. In 1931 introduceren de Amerikaanse orthodontist Broadbent en de Duitse kaakchirurg Hofrath onafhankelijk van elkaar de cefalostaat, een apparaat waarmee het hoofd van een patiënt voor het maken van gestandaardiseerde schedelröntgenfoto’s kan worden gefixeerd. Sindsdien zijn er talloze cefalometrische analyses ontwikkeld die door de orthodontist bij het diagnosticeren van orthodontische afwijkingen worden gebruikt. De bekendste zijn die van Steiner en Downs in de Verenigde Staten en die van Schwarz in Europa.
Orthodontisten maken in hun dagelijkse praktijk veelvuldig gebruik van cefalometrische analyses.